# Joe Pavelski
Joseph James „Joe“ Pavelski (* 11. Juli 1984 in Plover, Wisconsin) ist ein ehemaliger US-amerikanischer Eishockeyspieler polnischer Abstammung. Der Center bestritt zwischen 2006 und 2024 über 1300 Spiele für die San Jose Sharks und Dallas Stars in der National Hockey League (NHL) und verzeichnete dabei über 1000 Scorerpunkte. Den Großteil dieser Zeit verbrachte er bei den Sharks, die er von 2015 bis 2019 auch als Kapitän anführte. Mit beiden Mannschaften erreichte er das Stanley-Cup-Finale, war dort allerdings jeweils unterlegen – 2016 mit den Sharks und 2020 mit den Stars. Mit der Nationalmannschaft der USA nahm er unter anderem an den Olympischen Winterspielen 2010 und 2014 teil und gewann dabei 2010 die Silbermedaille.

## Karriere

### Jugend
Nachdem Pavelski in seinem letzten Jahr an der High-School mit seinem Team, der Stevens Point Area High School, die Meisterschaft des Staates Wisconsin gewonnen hatte, wechselte er zur Saison 2002/03 zu den Waterloo Black Hawks in die United States Hockey League, mit denen er gleich im ersten Jahr seiner Teamzugehörigkeit den Clark Cup gewinnen konnte. Seine Ausbeute von 69 Punkten in 60 Spielen der regulären Saison sowie zwölf Punkten in sieben Playoff-Partien führten dazu, dass er zum Rookie des Jahres der USHL ernannt wurde und im NHL Entry Draft 2003 in der siebten Runde an 205. Position von den San Jose Sharks ausgewählt wurde. Des Weiteren wurde er ins All-Rookie Team und First All-Star Team der Liga gewählt. Nach einer weiteren Saison bei den Black Hawks wechselte Pavelski an die University of Wisconsin–Madison, wo er mit den Wisconsin Badgers in seinem zweiten Jahr die nationale College-Meisterschaft der National Collegiate Athletic Association erringen konnte. Der US-Amerikaner hatte mit 53 Punkten in 41 Spielen maßgeblichen Anteil an der erfolgreichen Spielzeit der Badgers, für die auch Tom Gilbert, Adam Burish und Jack Skille in diesem Jahr spielten, und krönte ein für ihn hervorragendes Jahr schließlich mit Torvorlagen zu den beiden Treffern seines Teams im Finalspiel.

### San Jose Sharks
Vor Beginn der Saison 2006/07 unterzeichnete Pavelski seinen ersten Profivertrag bei den San Jose Sharks, die ihn aber zunächst nur in der unterklassigen American Hockey League bei den Worcester Sharks, ihrem Farmteam, einsetzten. Nach einer Verletzung von Jonathan Cheechoo wurde Pavelski am 22. November 2006 erstmals in den NHL-Kader San Joses berufen. Bereits in seinem ersten Spiel gegen die Los Angeles Kings erzielte er sein erstes Tor, womit er der elfte Spieler in der Geschichte der Sharks war, dem dieses Kunststück gelang. Im Verlauf der Spielzeit fand der Mittelstürmer seinen Platz im Kader des nordkalifornischen Franchises und absolvierte insgesamt 46 Partien, in denen er 28 Scorerpunkte verbuchte.
Zwar erzielte er im Spieljahr 2007/08 durchschnittlich weniger Punkte pro Spiel, doch verbesserte er sich stetig, was zur Folge hatte, dass er wichtiger Bestandteil der zweiten Sturmreihe und im Powerplay war. Vor allem im letzten Saisondrittel zeigte Pavelski, dass er trotz seiner geringen Körpergröße das Potenzial für die NHL besaß. Diesen Eindruck bestätigte der Center auch in den anschließenden Playoffs, wo er mit neun Scorerpunkten zu den besten Spielern seiner Mannschaft gehörte. Über die Sommerpause hinweg konnte der Stürmer seine Leistungen konservieren und führte sich im in der Spielzeit 2008/09 offensiver ausgerichteten System der Sharks gut ein. Sein Ex-Team, die Waterloo Black Hawks, würdigten Pavelski Durchbruch und Leistungen in der NHL schließlich am 24. Februar 2009, als sie sein Trikot mit der Nummer 8 in einer Zeremonie sperrten. Er war der fünfte Spieler der Black Hawks, dem diese Ehre zuteilwurde. Der Stürmer beendete seine beste NHL-Saison schließlich mit 59 Punkten in 80 Spielen, womit er seine Bestmarke aus dem Vorjahr um 19 Punkte steigerte. In den Playoffs konnte er das Scheitern in der ersten Runde dennoch nicht verhindern.
Mit Beginn der Saison 2015/16 wurde Pavelski zum neuen Mannschaftskapitän der Sharks ernannt; ihm assistierten Logan Couture und Joe Thornton. Im gleichen Jahr führte er San Jose im Rahmen der Playoffs 2016 ins erste Stanley-Cup-Finale der Franchise-Geschichte, unterlag dort jedoch den Pittsburgh Penguins mit 2:4.

### Dallas Stars
Nach 13 Jahren in San Jose, in denen er insgesamt über 1000 Spiele für die Sharks bestritt, schloss er sich im Juli 2019 als Free Agent den Dallas Stars an. Dort unterzeichnete er einen Dreijahresvertrag, der ihm ein durchschnittliches Jahresgehalt von sieben Millionen US-Dollar einbringen soll. Mit den Stars zog er in den Playoffs 2020 erneut ins Endspiel um den Stanley Cup ein, musste jedoch gegen die Tampa Bay Lightning abermals eine 2:4-Niederlage hinnehmen. In der Saison 2021/22 verzeichnete Pavelski im Alter von 37 Jahren mit 81 Punkten aus 82 Partien seinen bisherigen Karriere-Bestwert und wurde damit zudem Topscorer seiner Mannschaft.
Diese Leistung bestätigte er im Folgejahr 2022/23 und erreichte im April 2023 darüber hinaus den Meilenstein von 1000 Scorerpunkten. In den Playoffs 2023, in denen die Stars das Conference-Finale erreichten, erzielte Pavelski sein insgesamt 73. Playoff-Tor und überholte damit Alexander Owetschkin (72) als der Akteur mit den meisten Treffern in der post-season unter allen aktiven Spielern. Zudem ist er in dieser Hinsicht auch bester US-Amerikaner der Playoff-Historie, wobei er bereits mit seinem 61. Treffer Joe Mullen überholt hatte.
Nach den Playoffs 2024, in denen er mit den Stars erneut das Conference-Finale erreicht hatte, gab Pavelski das Ende seiner aktiven Karriere bekannt. Insgesamt hatte er in der NHL 1332 Partien absolviert und dabei 1068 Scorerpunkte verzeichnet.

### International
Auf internationaler Bühne spielte Pavelski erstmals bei der Weltmeisterschaft 2009 in der Schweiz für die Nationalmannschaft der Vereinigten Staaten, als er nach dem Ausscheiden der San Jose Sharks aus den Playoffs der National Hockey League zum Beginn der Zwischenrunde des Turniers nachnominiert wurde. In fünf Begegnungen konnte er zwei Scorerpunkte beisteuern. Letztlich stand nach knappen Niederlagen im Halbfinale und dem Spiel um den dritten Platz nur der vierte Rang zu Buche. Aufgrund seiner Leistungen wurde der Stürmer Anfang Januar 2010 in den endgültigen, 23-köpfigen Kader für die Olympischen Winterspiele in Vancouver aufgenommen.

## Erfolge und Auszeichnungen
| - 2002 Wisconsin-State-Championship mit der Stevens Point Area High School - 2003 USHL All-Rookie Team - 2003 USHL Rookie of the Year - 2003 USHL First All-Star Team - 2003 Clark-Cup-Champion mit den Waterloo Black Hawks - 2005 WCHA All-Rookie Team - 2006 NCAA West Second All-American Team - 2006 WCHA Second All-Star Team | - 2006 NCAA Division-I-Championship mit der University of Wisconsin–Madison - 2006 AHL-Rookie des Monats Oktober - 2014 NHL Second All-Star Team - 2016 Teilnahme am NHL All-Star Game - 2017 Teilnahme am NHL All-Star Game - 2019 Teilnahme am NHL All-Star Game - 2021 NHL-Spieler des Monats Januar der Central Division - 2022 Teilnahme am NHL All-Star Game |

### International
- 2010 Silbermedaille bei den Olympischen Winterspielen

## Karrierestatistik

### International
Vertrat die USA bei:
- Weltmeisterschaft 2009
- Olympischen Winterspielen 2010
- Olympischen Winterspielen 2014
- World Cup of Hockey 2016

(Legende zur Spielerstatistik: Sp oder GP = absolvierte Spiele; T oder G = erzielte Tore; V oder A = erzielte Assists; Pkt oder Pts = erzielte Scorerpunkte; SM oder PIM = erhaltene Strafminuten; +/− = Plus/Minus-Bilanz; PP = erzielte Überzahltore; SH = erzielte Unterzahltore; GW = erzielte Siegtore; 1 Play-downs/Relegation; Kursiv: Statistik nicht vollständig)